# Francesca Galli
Francesca Galli (Desio, 5 luglio 1960) è un'ex ciclista su strada italiana, campionessa del mondo nella 50 km a cronometro a squadre a Renaix nel 1988.

## Carriera
Nel 1979 divenne campionessa italiana a cronometro a soli 19 anni.
Fece parte della Nazionale italiana che fu in grado di aggiudicarsi tre medaglie iridate consecutive nella crono a squadre fra il 1987 e il 1989, in particolare vincendo i Mondiali di Renaix 1988.
Il quartetto era formato oltre che dalla Galli anche da Roberta Bonanomi e Monica Bandini, con le quali corse nel 1987 Imelda Chiappa e poi nelle due annate seguenti Maria Canins.

## Palmarès
- 1979

Campionati italiani, Cronometro
- 1980

Trofeo Alfredo Binda-Comune di Cittiglio